# 世宗大王 (小説)
世宗大王（세종대왕、セジョンデワン）は、朴鍾和の小説。
高麗から李氏朝鮮への移り変わりを中心に、朝鮮の開国の過程と太宗の活躍、そして太宗の死亡まで(ただし後述するテレビドラマ版では世宗の即位まで)を描いている。
本稿ではこれを原作としたテレビドラマ『龍の涙』（りゅうのなみだ）についても、併せて扱う。

## テレビドラマ
韓国KBSで1996年11月24日から1998年5月31日にかけて放送された。全159話の時代劇ドラマである。
日本では、『龍の涙』というタイトルで、BS日テレにて2008年4月から2011年9月までの3年半にわたって放送された。
2012年5月24日より、サンテレビで月曜から金曜の13時に放送されている。

### キャスト
- 李芳遠：ユ・ドングン

のちの太宗。
- 李成桂：キム・ムセン

のちの太祖。
- 閔氏：チェ・ミョンギル

のちの元敬王后
- 康氏：キム・ヨンナン :のちの神徳王后
- 譲寧大君：イ・ミヌ
- 金氏：アン・ヨノン
- 善嬪安氏：イ・ボヒ
- 鄭氏：ソン・ユナ

李叔蕃の妻
- 孝嬪金氏：キム・ヘリ
- 昭憲王后沈氏：ト・ジウォン
- 忠寧大君：アン・ジェモ

のちの世宗大王。
- 孝寧大君：チャン・ソンウォン
- 撫安大君 李芳蕃：チョン・テウ
- 懐安大君 李芳幹 ：キム・ジュヨン
- 鎮安大君 李芳雨：イム・ジョンハ
- 益安君 李芳毅：チェ・ドンジュン
- 宜安大君 李芳碩：ヤン・ヒソク
- 廃世子嬪柳氏：イ・ジェウン
- 無学大師：パク・ビョンホ
- 鄭道伝：キム・フンギ
- 趙凌：ムン・チャンギル
- 河崙：イム・ヒョク
- 李叔蕃：ソン・ドンヒョク（宣東赫）
- 閔霽：ソン・ジェホ
- 閔無咎：シン・ドンフン
- 閔無疾：ナ・ハニル
- 趙英茂：チャン・ハンソン
- 姜尚仁：パク・チリョン
- 曺敏修：パク・チョングァン
- マンセ｜チョン執事：チョン・イルモ

のちの内禁衛将
- 鄭摠：オ・ヒョノ
- 趙末生：ソ・ジョンボム
- 朴蔓：カン・ソンウク
- 童豆蘭/李之蘭：カン・インドク
- 永楽帝：カン・マニ

明国の皇帝。
- ノ氏：ハ・ジウォン

宮中の女官
- 禑王：クォン・ビョンジュン

高麗の王
- 恭讓王：キム・ヨンソン

高麗最後の王
- 慶順：キム・ナウン